# 근접효과 (초전도)
근접효과(近接效果, 영어: proximity effect)는 초전도 현상에서 초전도체가 정상의 비초전도체와 접촉될 때 발생하는 효과를 기술한다. 전형적으로 초전도체의 임계온도 {\displaystyle T_{c}}는 억압되고 약한 초전도의 신호가 정상의 물질에 관측된다. 
초전도 근접 효과(SPE)는 쿠퍼쌍이 정상의 물질로 확산하고 전자 여기가 초전도체로 확산하여 유발된다. 
접촉 효과로서 SPE는 펠티어 효과 또는 반도체내의 pn접합의 형성과 같은 열전 효과와 밀접하게 관련된다.
근접 효과 {\displaystyle T_{c}} 향상은 정상 물질이 절연체보다는 큰 확산성을 지닌 금속일 때 최대이다.
초전도체의 {\displaystyle T_{c}}의 근접효과 억압은 정상 물질이 강자성일 때 최대이다. 왜냐하면 내부 자기장의 존재가 초전도를 약화시키기 때문이다.(쿠퍼쌍 부서짐)

## 같이 보기
- 안드레예프 반사
- 조지프슨 효과